# 10 kilomètres féminin aux Jeux olympiques d'été de 2016
Navigation
Londres 2012 Tokyo 2020
Les épreuves du 10 kilomètres aux Jeux olympiques d'été de 2016 se déroulent le 15 août au Fort de Copacabana de Rio de Janeiro.

## Record
Avant la compétition, les records étaient de :
| Record du monde  |                   |             |         |      |                      |
| Record olympique | 1 h 57 min 38 s 2 | Éva Risztov | Hongrie | 2012 | Londres, Royaume-Uni |

## Médaillées
| Or                          | Argent              | Bronze                |
| Sharon van Rouwendaal (NED) | Rachele Bruni (ITA) | Poliana Okimoto (BRA) |

## Résultats
| Place                               | Athlète                             | Nationalité        | Temps             | Retard       | Notes         |
| ----------------------------------- | ----------------------------------- | ------------------ | ----------------- | ------------ | ------------- |
| Médaille d'or, Jeux olympiques      | Sharon van Rouwendaal               | Pays-Bas           | 1 h 56 min 32 s 1 |              | RO            |
| Médaille d'argent, Jeux olympiques  | Rachele Bruni                       | Italie             | 1 h 56 min 49 s 5 | 17 s 4       |               |
| Médaille de bronze, Jeux olympiques | Poliana Okimoto                     | Brésil             | 1 h 56 min 51 s 4 | 19 s 3       |               |
| 4e                                  | Xin Xin                             | Chine              | 1 h 57 min 14 s 4 | 42 s 3       |               |
| 5e                                  | Haley Anderson                      | États-Unis         | 1 h 57 min 20 s 2 | 48 s 1       |               |
| 6e                                  | Isabelle Härle                      | Allemagne          | 1 h 57 min 22 s 1 | 50 s 0       |               |
| 7e                                  | Keri-Anne Payne                     | Royaume-Uni        | 1 h 57 min 23 s 9 | 51 s 8       |               |
| 8e                                  | Anastasiia Krapivina                | Russie             | 1 h 57 min 25 s 9 | 53 s 8       | Avertissement |
| 9e                                  | Samantha Arevalo                    | Équateur           | 1 h 57 min 27 s 2 | 55 s 1       |               |
| 10e                                 | Ana Marcela Cunha                   | Brésil             | 1 h 57 min 29 s 0 | 56 s 9       |               |
| 11e                                 | Kalliópi Araoúzou                   | Grèce              | 1 h 57 min 31 s 6 | 59 s 5       |               |
| 12e                                 | Yumi Kida                           | Japon              | 1 h 57 min 35 s 2 | 1 min 03 s 1 | Avertissement |
| 13e                                 | Éva Risztov                         | Hongrie            | 1 h 57 min 42 s 8 | 1 min 10 s 7 | Avertissement |
| 14e                                 | Anna Olasz                          | Hongrie            | 1 h 57 min 45 s 5 | 1 min 13 s 4 |               |
| 15e                                 | Chelsea Lea Gubecka                 | Australie          | 1 h 58 min 12 s 7 | 1 min 40 s 6 |               |
| 16e                                 | Špela Perše                         | Slovénie           | 1 h 58 min 59 s 6 | 2 min 27 s 5 | Avertissement |
| 17e                                 | Erika Villaécija                    | Espagne            | 1 h 59 min 04 s 8 | 2 min 32 s 7 | Avertissement |
| 18e                                 | Michelle Weber                      | Afrique du Sud     | 1 h 59 min 05 s 0 | 2 min 32 s 9 |               |
| 19e                                 | Jana Pechanová                      | République tchèque | 1 h 59 min 07 s 7 | 2 min 35 s 6 |               |
| 20e                                 | Paola Pérez                         | Venezuela          | 1 h 59 min 07 s 7 | 2 min 35 s 6 |               |
| 21e                                 | Heidi Gan                           | Malaisie           | 1 h 59 min 07 s 9 | 2 min 35 s 8 | Avertissement |
| 22e                                 | Joanna Zachoszcz                    | Pologne            | 1 h 59 min 20 s 4 | 2 min 48 s 3 | Avertissement |
| 23e                                 | Stephanie Horner                    | Canada             | 1 h 59 min 22 s 1 | 2 min 50 s 0 | Avertissement |
| 24e                                 | Vânia Neves                         | Portugal           | 2 h 01 min 39 s 3 | 5 min 07 s 2 | Avertissement |
| 25e                                 | Reem Mohamed Hussein Elsayed Kassem | Égypte             | 2 h 05 min 19 s 1 | 8 min 47 s 0 |               |
|                                     | Aurélie Muller                      | France             | 1 h 56 min 49 s 5 |              | Disqualifiée. |